# Episodi di E.R. - Medici in prima linea (tredicesima stagione)
La  tredicesima stagione della serie televisiva E.R. - Medici in prima linea è andata in onda negli Stati Uniti sulla NBC dal 21 settembre 2006 al 17 maggio 2007.
In Italia la stagione è andata in onda su Rai 2 dal 4 gennaio 2008 al 14 marzo 2008.
John Stamos, dopo essere apparso come personaggio ricorrente nella stagione precedente nel ruolo di Tony Gates, entra nel cast regolare.
Laura Innes, dopo aver ricoperto il ruolo di Kerry Weaver, esce di scena nel tredicesimo episodio.
Shane West, dopo aver ricoperto il ruolo di Ray Barnett, esce di scena al termine della stagione.
| nº | Titolo originale         | Titolo italiano             | Prima TV USA      | Prima TV Italia  |
| -- | ------------------------ | --------------------------- | ----------------- | ---------------- |
| 1  | Bloodline                | Scia di sangue              | 21 settembre 2006 | 4 gennaio 2008   |
| 2  | Graduation Day           | Madre e figlia              | 28 settembre 2006 | 4 gennaio 2008   |
| 3  | Somebody to Love         | Qualcuno da amare           | 5 ottobre 2006    | 11 gennaio 2008  |
| 4  | Parenthood               | Mestieri difficili          | 12 ottobre 2006   | 11 gennaio 2008  |
| 5  | Ames v. Kovac            | Ninna nanna                 | 19 ottobre 2006   | 18 gennaio 2008  |
| 6  | Heart of the Matter      | Il nocciolo della questione | 2 novembre 2006   | 18 gennaio 2008  |
| 7  | Jigsaw                   | Alter ego                   | 9 novembre 2006   | 25 gennaio 2008  |
| 8  | Reason to Believe        | Qualcosa in cui credere     | 16 novembre 2006  | 25 gennaio 2008  |
| 9  | Scoop and Run            | Karma                       | 23 novembre 2006  | 1º febbraio 2008 |
| 10 | Tell Me No Secrets       | Un ricordo lontano          | 30 novembre 2006  | 1º febbraio 2008 |
| 11 | City of Mercy            | L'abito blu                 | 7 dicembre 2006   | 8 febbraio 2008  |
| 12 | Breach of Trust          | Licenziamento               | 4 gennaio 2007    | 8 febbraio 2008  |
| 13 | A House Divided          | Guai per Pratt              | 11 gennaio 2007   | 15 febbraio 2008 |
| 14 | Murmurs of the Heart     | Nella morsa                 | 1º febbraio 2007  | 15 febbraio 2008 |
| 15 | Dying is Easy            | Facile morire               | 8 febbraio 2007   | 22 febbraio 2008 |
| 16 | Crisis of Conscience     | Crisi di coscienza          | 15 febbraio 2007  | 22 febbraio 2008 |
| 17 | From Here to Paternity   | Figli difficili             | 22 febbraio 2007  | 29 febbraio 2008 |
| 18 | Photographs and Memories | Foto e ricordi              | 12 aprile 2007    | 29 febbraio 2008 |
| 19 | Family Business          | Memoria e oblio             | 19 aprile 2007    | 7 marzo 2008     |
| 20 | Lights Out               | Tutti a casa                | 26 aprile 2007    | 7 marzo 2008     |
| 21 | I Don't                  | Io no                       | 3 maggio 2007     | 14 marzo 2008    |
| 22 | Sea Change               | Cambiamenti                 | 10 maggio 2007    | 14 marzo 2008    |
| 23 | The Honeymoon's Over     | La luna di miele è finita   | 17 maggio 2007    | 14 marzo 2008    |